# 邵新 (嘉靖進士)
邵新（1490年—？年），字循善，號恒斋，山東東昌府堂邑縣人，軍籍，治《詩經》。

## 生平
七月二十二日生，行三。由國子生中式正德十四年（1519年）己卯科山東鄉試第五十一名舉人。年四十歲中式嘉靖八年（1529年）己丑科會試第二百二十一名，第三甲第三十九名進士。官知縣，卒于京。

## 家族
曾祖邵通；祖邵倫；父邵謙；母王氏。永感下，妻吳氏，兄儀；漢。